# Hoplitis indostana
Hoplitis indostana là một loài Hymenoptera trong họ Megachilidae. Loài này được Cameron mô tả khoa học năm 1904.